# منعكس باطن القدم
منعكس باطن القدم أو المنعكس الإخمصي (بالإنجليزية: plantar reflex) هو رد فعل يتحقق عندما يتم تحفيز باطن القدم بأداة غير حادة. المنعكس يمكن أن يأخذ أحد شكلين. في البالغين الطبيعيين، منعكس باطن القدم يسبب استجابة ثني إصبع القدم الأكبر نحو الأسفل. وتعرف الاستجابة نحو الأعلى (التمدد) من إصبع القدم الأكبر باستجابة بابينسكي أو علامة بابينسكي، الذي سمي على اسم طبيب الأعصاب جوزيف بابينسكي. وجود علامة بابينسكي يمكنها أن تشير إلى وجود مرض في الحبل الشوكي والدماغ لدى البالغين، ويوجد أيضا كرد فعل بدائي في الأطفال الرضع.

## الطريقة
يفرك الجانب الوحشي من باطن القدم بأداة غير حادة أو جهاز حتى لا يسبب الألم، وعدم الراحة، أو إصابة الجلد. يتم تمرير الأداة من الكعب على طول منحنى القدم إلى الأصابع (منصات مشط القدم). أنواع عديدة من مطرقة المنعكسات تنتهي في نهاية المقبض إلى نقطة كانت تستخدم لاختبار استجابة باطن القدم في الماضي، ولكن نظرا لتشديد نظام مكافحة العدوى هذه الطريقة لم تعد مُوصَى بها. وينبغي أن تستخدم إما عصا واحدة برتقالية اللون أو ظفر الإبهام.
هناك ثلاث استجابات ممكنة:

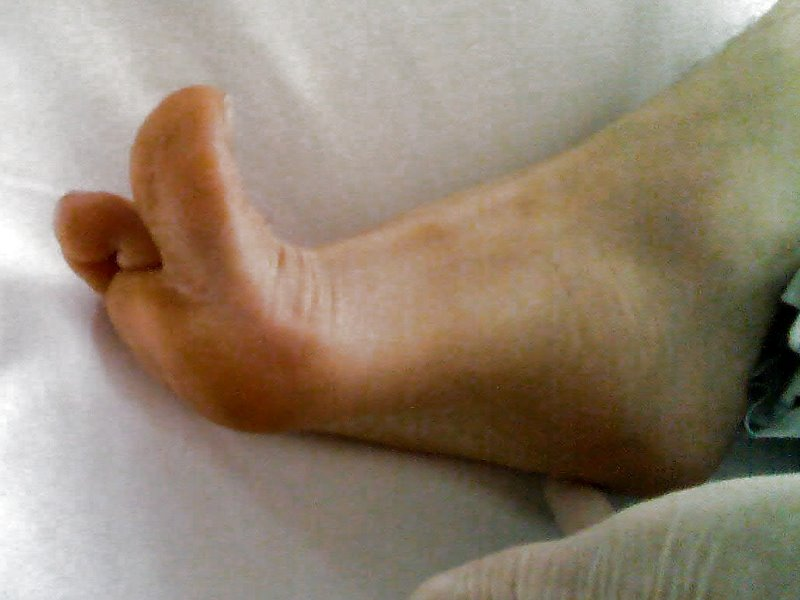
علامة بابنسكي في القدم اليمنى

- المثنية: تنحني أصابع القدم إلى أسفل وإلى الداخل، ,وتنحني القدم للداخل. وهذه هي الاستجابة التي نراها في البالغين الأصحاء.
- لا تغيير: لم يكن هناك استجابة.
- الانبساط: ينعطف إبهام القدم نحو الداخل، بينما تنفرج الأصابع الأخرى للخارج؛ هذه هي علامة بابنسكي، مما قد يشير إلى تلف في الجهاز العصبي المركزي.

كلما توسعت الإصابة المسببة لعلامة بابنسكي، كلما اتسعت كذلك المنطقة التي تتحقق فيها استجابة بابنسكي. وعلامة بابنسكي أيضا طبيعية أثناء النوم وبعد فترة طويلة من المشي.

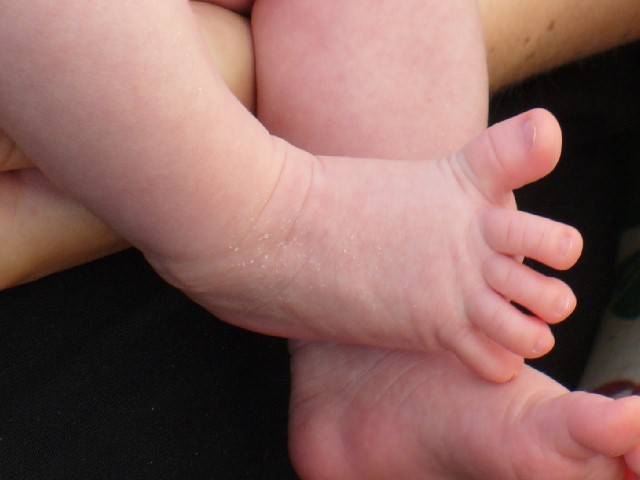
استجابة بابنسكي في طفل سليم

## تفسير الاستجابة
يمكن أن تشير علامة بابنسكي إلى إصابة الخلايا العصبية الحركية العليا التي تمثل إصابة في الجهاز القشري. في بعض الأحيان، منعكس باطن القدم المرضي هو الدلالة الأولى والوحيدة على حالة مرضية خطيرة ومنعكس باطن القدم غير الطبيعي يتطلب بوضوح في كثير من الأحيان استقصاءات عصبية مفصلة، بما في ذلك المسح المقطعي للدماغ أو التصوير بالرنين المغناطيسي (MRI) للعمود الفقري، وكذلك البزل القَطَني لدراسة السائل النخاعي.
عبارة «استجابة بابنسكي سلبية» يستخدم أحيانا للدلالة على منعكس انثناء باطن القدم الطبيعي.

### في الرضع
المقالة الرئيسية : ردود الأفعال البدائية
تظهر أيضا في الأطفال الرضع استجابة الانبساط. سوف تنفرج الأصابع الأصغر للخارج بينما ينثني الأصبع الأكبر ببطء نحو الداخل. يحدث هذا لأن مسارات الجهاز القشري التي تمتد من الدماغ للأسفل نحو الحبل الشوكي لا تتغطى بالميلانين بشكل كامل في هذا العمر، بحيث لا يتم تثبيط المنعكس من القشرة الدماغية. تختفي استجابة الانبساط وتظهر استجابة الانثناء نحو 12 إلى 24 شهرا من العمر.
تشير الاستجابة السلبية أو البسيطة من منعكس باطن القدم في مرحلة الطفولة المبكرة إلى شذوذ عصبي، وخاصة إلى التشنج. الأطفال الذين يعانون من هذه النتائج يحتاجون إلى الملاحظة الدقيقة لإمكانية ظهور شذوذ عصبي.

### المسارات
العصب الوارد: حس الألم يُكتشف في S1 الجلدي ويسير خلال العصب القصبي (nerve tibial ) ثم العصب الوركي (sciatic nerve ) إلى جذور L5، S1 ويشتبك في القرن الأمامي (anterior horn) للحصول على استجابة حركية.
العصب الصادر: تعود الاستجابة الحركية مرة أخرى من خلال جذور L5، S1 في العصب الوركي إلى تشعّباته. العضلات القابضة في أصابع القدم تتغذي عصبيا من العصب القصبي. والعضلات الباسطة لأصابع القدم (الباسطة لإبهام القدم، الباسطة الطويلة لأصابع القدم ) تتغذى عصبيا من خلال العصب الشظوي العميق. فقدان البالغ الطبيعي للسيطرة الهرمية التنازلية للقوس المنعكس لقمع انسحاب العضلات الباسطة في أصابع القدم تؤدي إلى ارتفاع الأصابع للأعلى في منعكس باطن القدم معروفة باسم علامة بابنسكي.

## العلاقة مع منعكس هوفمان
يوصف منعكس هوفمان في بعض الأحيان بأنه المعادل لعلامة بانسكي في الطرف العلوي، لأن كلاهما يشير إلى خلل في الخلايا العصبية الحركية العلوية. ميكانيكيا، فإنه يختلف بشكل كبير. منعكس الانبساط للأصابع هو منعكس شوكي بسيط أحادي المشبك (monosynaptic) يتضمن عضلات الأصابع العميقة المثنية التي عادة ما تثبط بالكامل من قبل الخلايا العصبية الحركية العليا. بينما المسار المنتج لاستجابة باطن القدم أكثر تعقيدا، وليس الأحادي المشبك.

## استجابات مماثلة لبابنسكي
منعكس باطن القدم يمكن تحقيقه بعدة طرق، والتي وصفها في وقت متأخر من ال19 وأوائل القرن ال20. هذه الطرق لها المسميات الخاصة بها.
- علامة بينغ - عدة وخزات إبرية على ظهر القدم
- علامة كورنيل - خدش على طول الجانب الداخلي من وتر العضلة الباسطة لإبهام اليد
- علامة تشادوك - النقر على الكعب الوحشي
- علامة جوندا - إنثناء والانفراج المفاجئ لإصبع القدم الرابع
- علامة جوردون - الضغط على عضلة الساق
- علامة مونيز - الثني الإخمصى السلبي القوي للكاحل
- علامة أوبنهايم ـ القيام بالضغط على الجانب الإنسي من الساق
- علامة شيفر - الضغط على وتر العرقوب (وتر أخيليس)[10]
- علامة سيلفا - الضغط على العضلة الفخذية المستقيمة
- علامة استرانسكي - الإبعاد بقوة والإفراج فجأة عن إصبع القدم الصغير
- علامة شترومبل - يحاول المريض ثني ركبته ضد المقاومة
- منعكس ثروكمورتون - القرع على المفصل المشطي السلامي من اصبع القدم الكبير

## انعكاسات غير طبيعية ينظر إليها على أنها انثناء أصابع القدم
- منعكس بيختريف مندل - انثناء من الأصابع من الثاني إلى الخامس عند القرع على ظهر القدم
- علامة روسوليمو - انثناء مبالغ فيه من أصابع القدم ناتج عن القرع السريع على أطراف أصابع القدم